# Rampe Saint-Maurice
Pour les articles homonymes, voir Saint-Maurice.
La rampe Saint-Maurice est une voie marseillaise en ligne droite située dans le 7e arrondissement de Marseille. 

## Situation et accès
Elle va de l’avenue de la Corse au boulevard Charles-Livon.
Cette rampe de descente est un axe majeur de circulation à sens unique donnant un accès direct et sans feux aux tunnels du Vieux-Port et Prado-Carénage depuis les quartiers environnants. La plupart des automobilistes l’empruntant proviennent de la corniche.
Du sud au nord elle longe le bassin de Carénage qui se situe en contrebas par un pont de pierre passant au-dessus d’une carrière de calcaire puis passe en tunnel dans une falaise sous le fort Saint-Nicolas avant d’arriver en face du fort Ganteaume à proximité des tunnels et du Vieux-Port.

## Origine du nom
La voie fait référence à Maurice d'Agaune, chef de la Légion thébaine, martyrisé en Suisse au IIIe siècle.

## Historique
La « rampe Saint-Maurice », anciennement appelée « rue de la Citadelle-Fort-Saint-Victor », est classée dans la voirie des rues de Marseille le 28 avril 1855. Cette voie est réaménagée avec la création d'un tunnel inauguré le 11 février 1967.